# Globicornis corticalis
Globicornis corticalis is een keversoort uit de familie spektorren (Dermestidae). De wetenschappelijke naam van de soort werd in 1863 gepubliceerd door Wilhelm Joseph Eichoff.